# 줄라
줄라(Zula, 티그리냐어: ዙላ)는 에리트레아 동부에 위치한 도시로, 홍해 연안과 접한다. 행정 구역상으로는 홍해 북부 주에 속한다.
고대 악숨 왕국의 영토였으며 줄라에서 4km 떨어진 곳에는 악숨 왕국의 교역지와 항구 유적이었던 아둘리스가 존재한다. 1857년 에티오피아 제국의 황제 테워드로스 2세에 반란을 일으킨 티그리냐족의 족장 데자즈 네구스예(Dejaz Negusye)가 프랑스에 줄라를 할양하는 협정을 맺었지만, 데자즈 네구스예가 테워드로스 2세에 패하면서 협정은 파기된다. 이 때에 파견된 프랑스 순양함이 주인 없는 토지를 발견했지만, 1866년 이집트와 인접하는 해안선으로 인정되었기 때문에 프랑스는 이 곳의 주권을 주장하지 않았다. 1867년부터 1868년까지 있었던 영국의 에티오피아 원정 때에는 줄라 항이 영국군의 상륙지와 정박지로 결정되었다. 이 때 영국은 아비시니아 고원 지대까지 도로를 건설했다. 1888년 이집트는 이 곳의 주권을 상실했고 이탈리아가 에리트레아를 보호국으로 선언했다. 1890년 이탈리아의 식민지로 편입되었고 1941년부터 영국의 보호령이 되었다. 1952년 에티오피아와 연방 국가 관계를 맺은 에리트레아의 영토가 되었고 1962년 에티오피아에 병합되었지만, 에리트레아 독립 전쟁 때인 1970년대 후반까지 에리트레아 독립 세력의 지배하에 있었다. 1993년 에리트레아가 국민투표에 의해 독립을 달성하면서 에리트레아의 영토가 된다.